# Maximilian Wittek
Maximilian Wittek (Freising, 21 augustus 1995) is een Duits voetballer die doorgaans speelt als linksback. In augustus 2023 verruilde hij Vitesse voor VfL Bochum.

## Clubcarrière
Wittek speelde in de jeugd van TSV Eching en werd in 2003 opgenomen in de opleiding van 1860 München. Bij die club maakte hij zijn professionele debuut op 10 augustus 2014. Op die dag werd door doelpunten van Yussuf Poulsen, Matthias Morys en Denis Thomalla met 0–3 verloren van RB Leipzig. Wittek mocht van trainer Ricardo Moniz in de basis beginnen en werd in de rust gewisseld ten faveure van Marin Tomasov. Zijn eerste doelpunt volgde op 13 december van dat jaar, thuis tegen Karlsruher SC. Binnen een halfuur opende hij de score. Binnen tien minuten scoorden namens Karlruhe Rouwen Hennings (tweemaal) en Hiroki Yamada. Het slotakkoord was voor Rubin Okotie, die namens 1860 München wat terugdeed: 2–3. In juni 2017 maakte de verdediger transfervrij de overstap naar Greuther Fürth, waar hij voor drie jaar tekende.
Na afloop van dat contract verkaste Wittek naar Vitesse. In Arnhem zette de Duitser zijn handtekening onder een verbintenis voor de duur van drie seizoenen. In zijn eerste seizoen reikte Vitesse tot de finale van de KNVB Beker, maar verloor deze met 2–1 van AFC Ajax. Op 9 juli 2021 werd het contract van Wittek bij Vitesse verlengd tot medio 2024. In zijn tweede seizoen wist Vitesse zich te plaatsen voor de groepsfase van de UEFA Europa Conference League, door twee voorrondes te winnen van Dundalk en Anderlecht. Op 21 oktober 2021 won Vitesse hierin met 1–0 van Tottenham Hotspur. Met tien punten uit zes wedstrijden werd Vitesse tweede in de groep, waarmee het Europees overwinterde. Na het seizoen 2021/22 werd hij door de supporters verkozen tot Vitesse-speler van het jaar.
In augustus 2023 werd Wittek voor een bedrag van circa zevenhonderdvijftigduizend euro overgenomen door VfL Bochum, waar zijn oude Vitesse-coach Thomas Letsch actief was. In Duitsland tekende hij voor drie jaar.

## Clubstatistieken
| Seizoen | Club           | Competitie    | Competitie | Competitie | Beker | Beker | Internationaal | Internationaal | Nacompetitie | Nacompetitie | Totaal | Totaal |
| Seizoen | Club           | Competitie    | Wed.       | Dlp.       | Wed.  | Dlp.  | Wed.           | Dlp.           | Wed.         | Dlp.         | Wed.   | Dlp.   |
| ------- | -------------- | ------------- | ---------- | ---------- | ----- | ----- | -------------- | -------------- | ------------ | ------------ | ------ | ------ |
| 2014/15 | 1860 München   | 2. Bundesliga | 20         | 1          | 0     | 0     | —              | —              | 2            | 0            | 22     | 1      |
| 2015/16 | 1860 München   | 2. Bundesliga | 27         | 0          | 3     | 0     | —              | —              | —            | —            | 30     | 0      |
| 2016/17 | 1860 München   | 2. Bundesliga | 25         | 0          | 3     | 0     | —              | —              | 1            | 0            | 29     | 0      |
| 2017/18 | Greuther Fürth | 2. Bundesliga | 33         | 4          | 2     | 0     | —              | —              | —            | —            | 35     | 4      |
| 2018/19 | Greuther Fürth | 2. Bundesliga | 23         | 0          | 1     | 0     | —              | —              | —            | —            | 24     | 0      |
| 2019/20 | Greuther Fürth | 2. Bundesliga | 28         | 1          | 1     | 0     | —              | —              | —            | —            | 29     | 1      |
| 2020/21 | Vitesse        | Eredivisie    | 32         | 1          | 5     | 0     | —              | —              | —            | —            | 37     | 1      |
| 2021/22 | Vitesse        | Eredivisie    | 25         | 0          | 3     | 0     | 14             | 5              | —            | —            | 42     | 5      |
| 2022/23 | Vitesse        | Eredivisie    | 31         | 3          | 0     | 0     | —              | —              | —            | —            | 31     | 3      |
| 2023/24 | Vitesse        | Eredivisie    | 1          | 0          | 0     | 0     | —              | —              | —            | —            | 1      | 0      |
| 2023/24 | VfL Bochum     | Bundesliga    | 21         | 3          | 0     | 0     | —              | —              | 2            | 0            | 23     | 3      |
| 2024/25 | VfL Bochum     | Bundesliga    | 33         | 0          | 1     | 0     | —              | —              | —            | —            | 34     | 0      |
| Totaal  | Totaal         | Totaal        | 299        | 13         | 19    | 0     | 14             | 5              | 5            | 0            | 337    | 18     |

Bijgewerkt op 1 juni 2025.